# Biblia de Zúrich
La Biblia de Zúrich es una traducción alemana de la Biblia publicada por la Iglesia Evangélica Reformada del Cantón de Zúrich, que enfatiza la mayor corrección filológica posible. Esta Biblia antecedió a la Biblia de Lutero por tres años. La traducción de la Biblia de Zúrich es menos común en Alemania, pero es la traducción común de la Biblia de las iglesias reformadas de habla alemana en Suiza y, por lo tanto, es, como la Biblia de Lutero y la traducción unificada, una traducción de importancia eclesiástica. También es muy popular entre los exegetas científicos.

## Creación de la Biblia de Zúrich
Los orígenes de la Biblia de Zúrich se remontan a la Reforma en Zúrich bajo Ulrico Zuinglio. En los años 1524 a 1529, el impresor de libros zuriqués Christoph Froschauer publicó por primera vez el Nuevo Testamento y algunas partes del Antiguo Testamento junto con los apócrifos. El texto alemán seguía a la traducción de Martín Lutero, pero luego se cerró tres años antes de que se completara la Biblia de Lutero. Además de Zuinglio, participó en la traducción su amigo Leo Jud, entonces pastor de la Iglesia de San Pedro (Zúrich).
La Biblia de Froschauer de 1531 contenía un prefacio de Zuinglio y resúmenes de los distintos capítulos. Se realizó una revisión del Antiguo Testamento con la fecha de 1540. En 1574 se efectuó la revisión del Nuevo Testamento, y en 1589 se insertó la numeración de los versículos.

## Revisiones posteriores

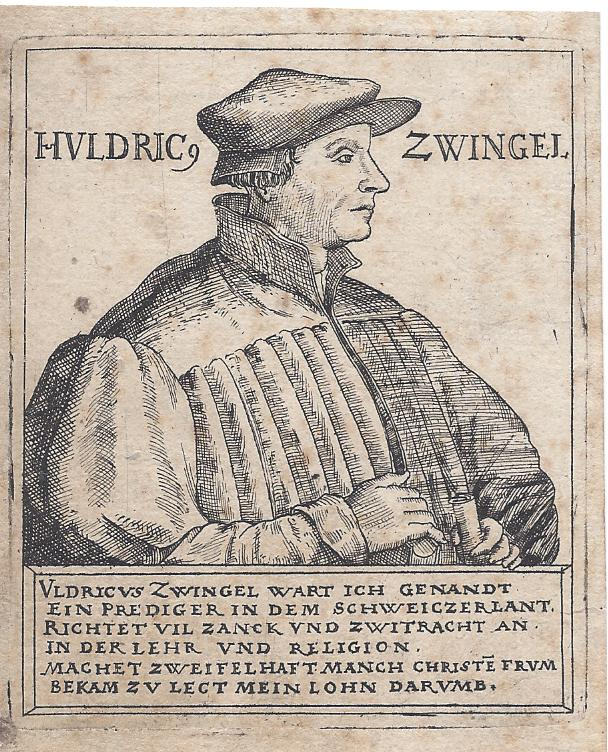
Huldrych Zwingli, principal traductor de la Biblia de Zúrich.

Después de una última revisión en 1868 y una reimpresión en 1892, el Sínodo de Iglesias de Zúrich decidió en 1907 volver a revisar la Biblia de Zúrich y nombró una comisión de once miembros. De acuerdo con las directrices, además del texto original de la Biblia, determinado con la mayor precisión posible por la investigación científica, la nueva traducción se basaría principalmente en la redacción de la edición de Zúrich de 1892. Pero en todas partes se debe verificar su corrección y si está en conflicto con el significado real o con el texto básico preparado adecuadamente, o cuando es incorrecto, o no está claro, debe ser mejorado. En este caso, las mejores traducciones disponibles deben usarse en primer lugar; solo cuando estas sean insuficientes, se debe buscar una nueva expresión. La revisión llegó en 1931 a la conclusión y resultó ser más o menos una nueva traducción.
La Biblia de Zúrich de 1931 figura entre las traducciones fieles a la estructura y otorga gran importancia a la precisión filológica. En las iglesias reformadas de Suiza, así como en las facultades teológicas y universidades protestantes de Alemania, se estima que es una traducción confiable de la Biblia al alemán. En términos de fidelidad al texto, generalmente se ve en la comparación de las traducciones de la Biblia cercanas a la Biblia de Elberfeld y, a menudo, se describe como algo más legible que esta. Debido a su orientación enfáticamente lingüística y teológicamente neutral y su aparición en el contexto de la teología liberal de la iglesia reformada de Zúrich, en los círculos de las iglesias libres se la considera en cambio bastante sospechosa en comparación con la Biblia de Elberfeld.